# Dendrolagus scottae
Il tenkile (Dendrolagus scottae Flannery e Seri, 1990), noto anche come canguro arboricolo di Scott, è un rarissimo marsupiale della famiglia dei Macropodidi diffuso in Papua Nuova Guinea. Il suo areale, estremamente ristretto (circa 1247 km²), è limitato all'estremità orientale dei Monti Bewani, al massiccio dei Menawa e ai Monti Torricelli, tra i villaggi di Yonkeitei e Wigotei, nella regione di Fatima. Vive nelle foreste pluviali ad altitudini comprese tra gli 830 e i 1520 m.
Ricoperto da una folta pelliccia nera e con dei caratteristici ciuffi di pelo sulle spalle, è uno dei canguri arboricoli di maggiori dimensioni: il maschio pesa sugli 11,5 kg, mentre la femmina, più piccola, non supera i 9,5. Si nutre di frutti, felci e foglie.
Questa specie, scoperta solamente nel 1989 dal celebre naturalista australiano Tim Flannery e dal collega papuano Lester Seri, è minacciata dalla caccia ad uso alimentare datale dalle tribù indigene e dalla deforestazione.